# Square Jean-XXIII
Pour les articles homonymes, voir Jean XXIII (homonymie).
Le square Jean-XXIII, précédemment square de l'Archevêché, est un espace vert d'une superficie de 10 797 m2 situé à Paris, dans le 4e arrondissement.

## Situation et accès
Le square occupe, dans la partie amont de l’île de la Cité, un espace attenant au chevet et au flanc sud de la cathédrale Notre-Dame de Paris. Il est d'une part délimité par une clôture destinée à tenir les promeneurs à l'écart d'éventuelles chutes de pierres du côté de la cathédrale, d'autre part par la rue du Cloître-Notre-Dame au nord, le quai de l'Archevêché à l'est, le parapet donnant sur le petit bras de la Seine au sud et par le parvis Notre-Dame - place Jean-Paul-II à l'ouest. Il est accessible par des portillons aménagés dans la clôture du côté des deux voies qui le bordent et du côté du parvis, à proximité du pont au Double.
Ce site est desservi par la ligne 4 à la station de métro Cité.

## Origine du nom actuel
Le square pris son nom actuel en 1970, en l’honneur du pape Jean XXIII (1881-1963).
Futur pape (1958-1963) Jean XXIII, monseigneur Angelo Roncalli fut nonce apostolique en France en poste à Paris de 1945 à 1953. Il eut la délicate mission de succéder à monseigneur Valerio Valeri, en poste à Vichy.

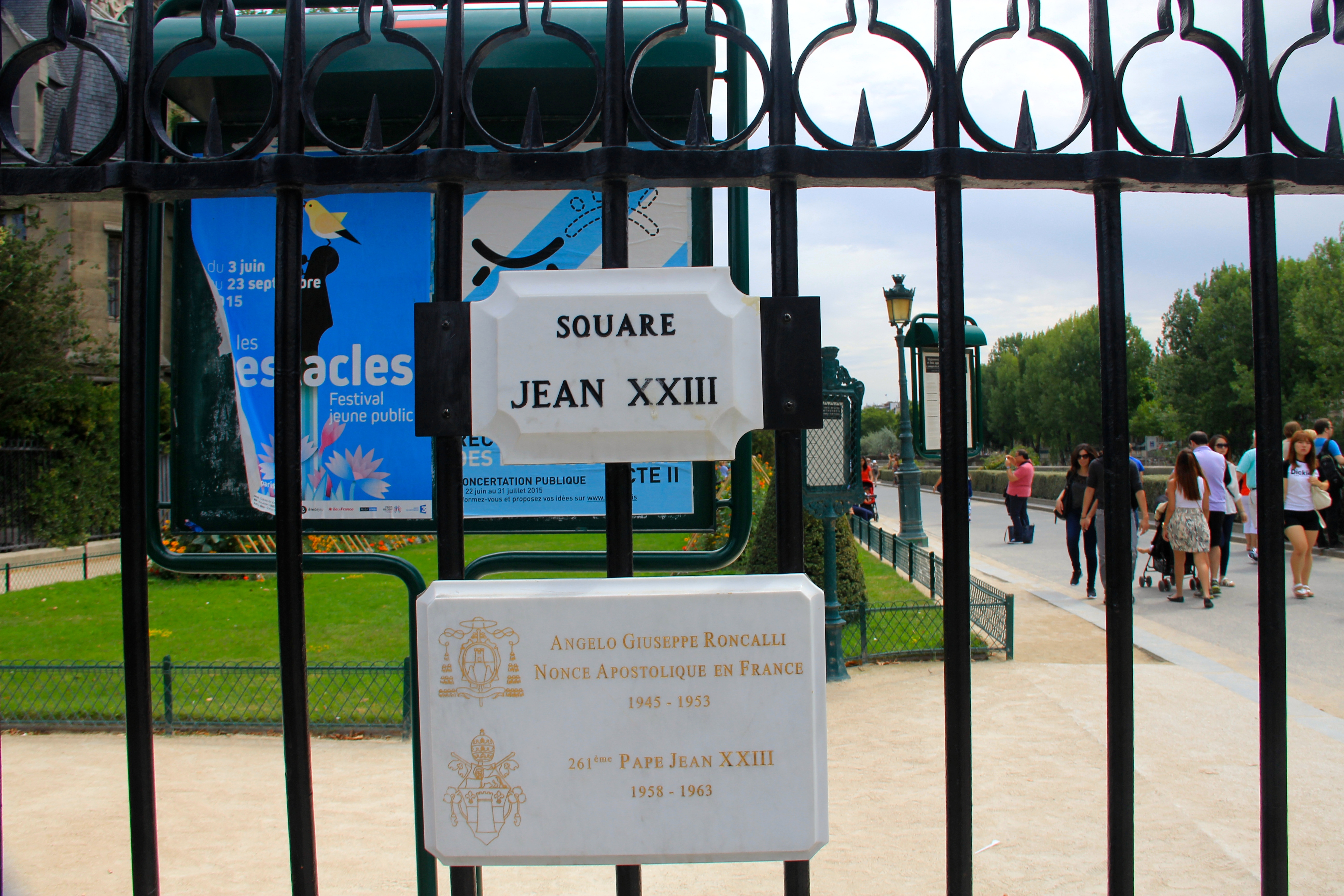
Plaques du square Jean-XXIII.
Armoiries du pape Jean XXIII.
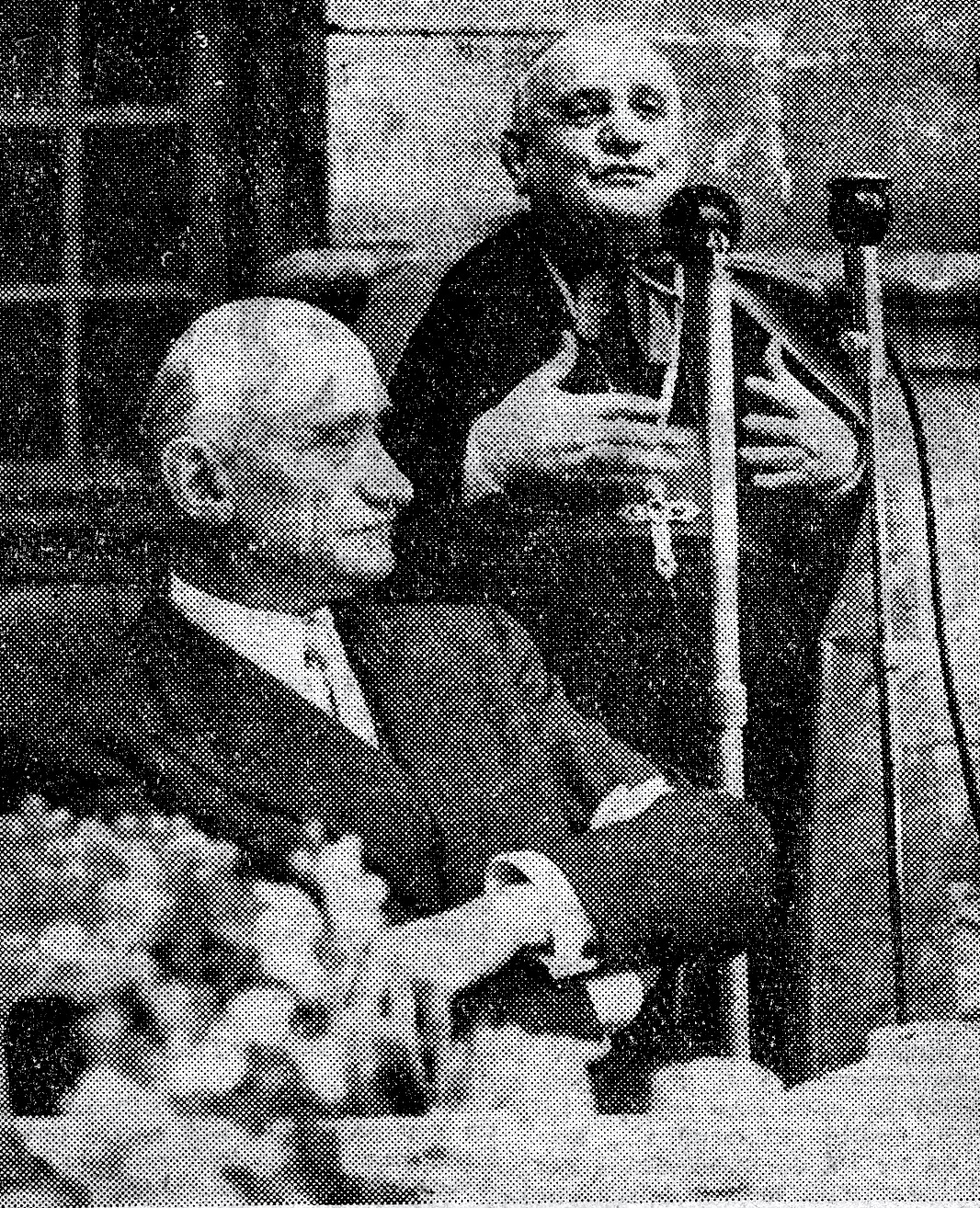
Robert Schuman et Mgr Roncalli, nonce apostolique, en 1950.
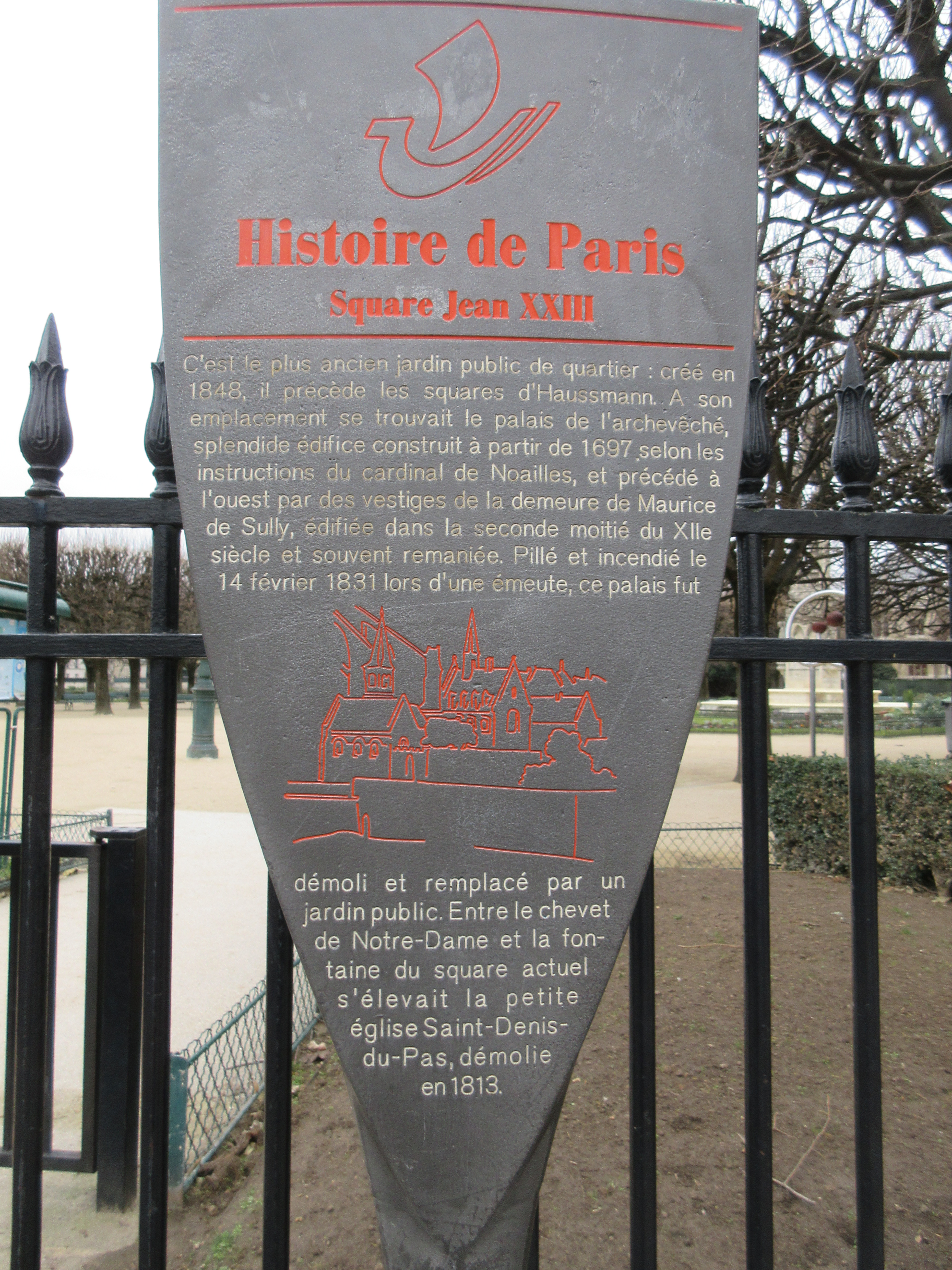
Panneau Histoire de Paris.

## Historique
À cet emplacement se trouvait, au Moyen Âge, une voirie appelée motta Papellardorum, c'est-à-dire « motte aux Papelards », ou simplement « le Terrain », lieu de détente des chanoines du cloître-Notre-Dame. En 1687, le terrain fut aménagé en jardin ouvert au public, réservé aux hommes
 L'espace entre la Notre-Dame et la Seine est occupé jusque par le palais de l'Archevêché détruit lors des émeutes anti-légitimistes des 14 et 15 février 1831.
Le palais est alors rasé et un nouveau jardin est créé en 1837 par le préfet Rambuteau, qui sera le premier jardin public du quartier. Son aménagement, terminé en 1844, nécessite la démolition de maisons datant du Moyen Âge.
Le poète et écrivain Nicolas Boileau (1636-1711) habita et mourut dans une maison qui se trouvait rue de l'Abreuvoir (rue supprimée en 1809), à peu près à l'emplacement de la fontaine de la Vierge, œuvre d'Alphonse Vigoureux, rajoutée en 1845, un an après la création du square.
Il porte ensuite le nom de « square de l'Archevêché » puis, durant la guerre de 1870 et la Commune de Paris, le square devint un parc d'artillerie.
En 1907 est érigé dans le square le buste en marbre du Monument à Carlo Goldoni sculpté par Édouard Fortini, donné à la Ville par le duc Melzi d'Eril au nom de la Société dantesque.
Un Monument à Jean-Paul II du sculpteur Zourab Tsereteli a été offert et inauguré le 25 octobre 2014 en présence de la maire de Paris, Anne Hidalgo, et de l'artiste.

Plans historiques du quartier de la Cité autour de Notre-Dame
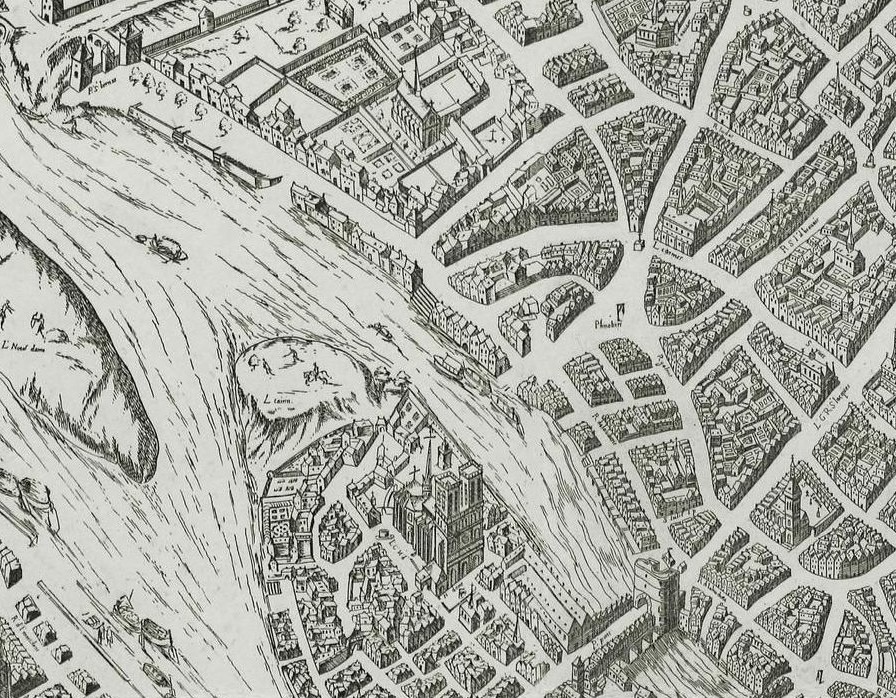
Le cloître Notre-Dame et le Terrain à la pointe est de l'île de la Cité, en 1609.
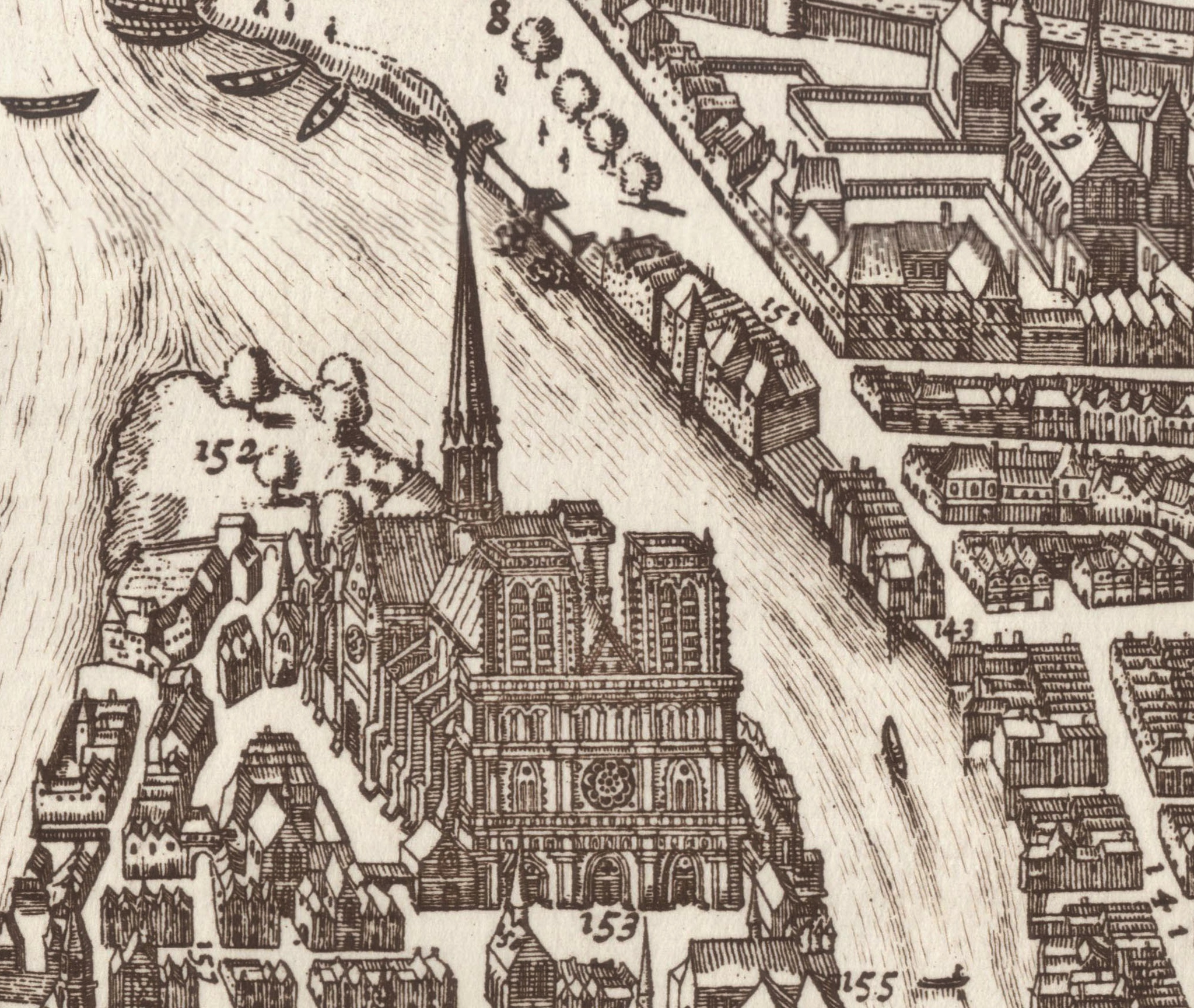
Notre-Dame de Paris, le cloître Notre-Dame et le Terrain à la pointe est de l'île de la Cité, en 1618.
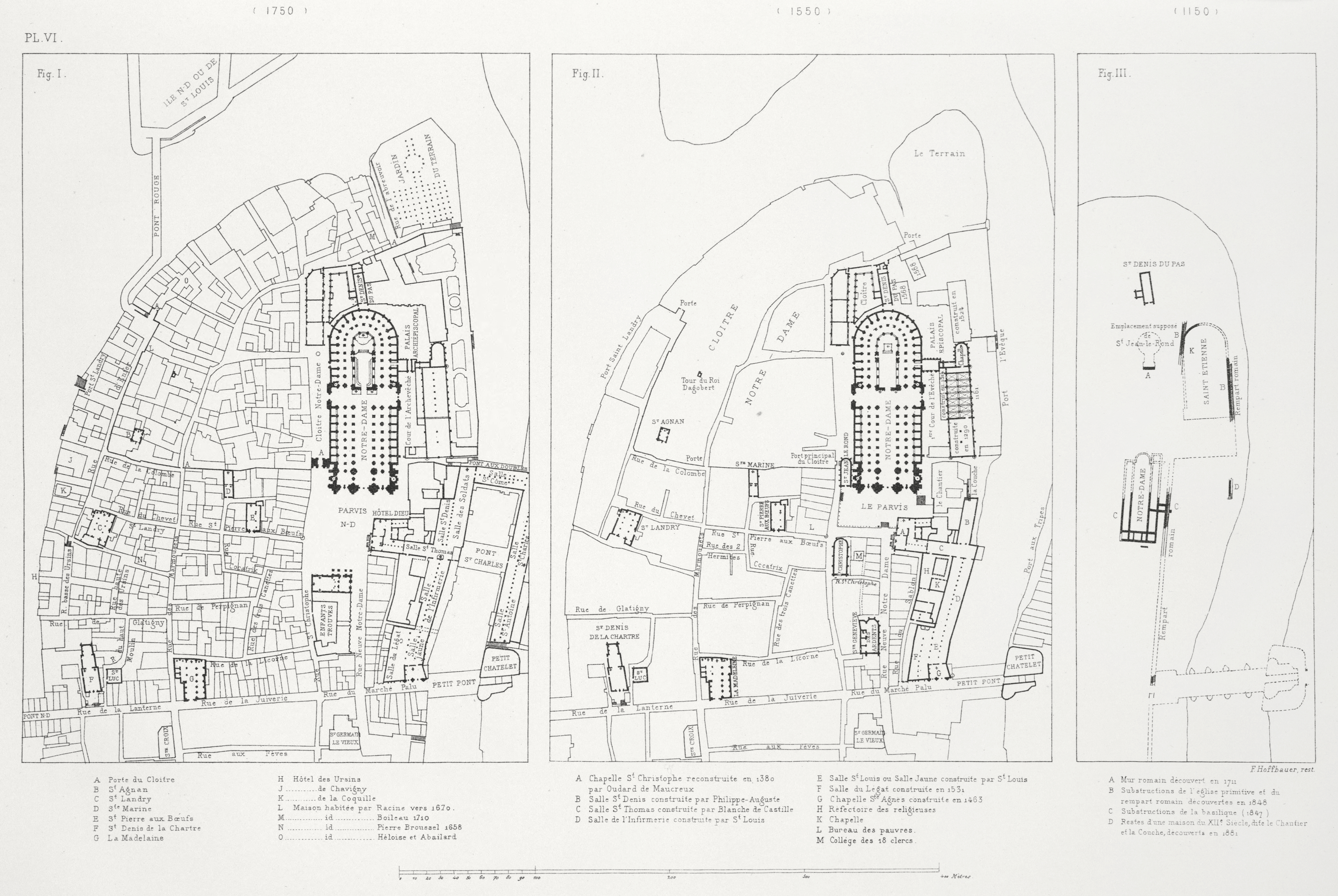
Plan du quartier de Notre-Dame en 1150, 1550 et 1750 tracé entre 1875 et 1882 par Theodor Josef Hubert Hoffbauer.

Vues du square Jean-XXIII
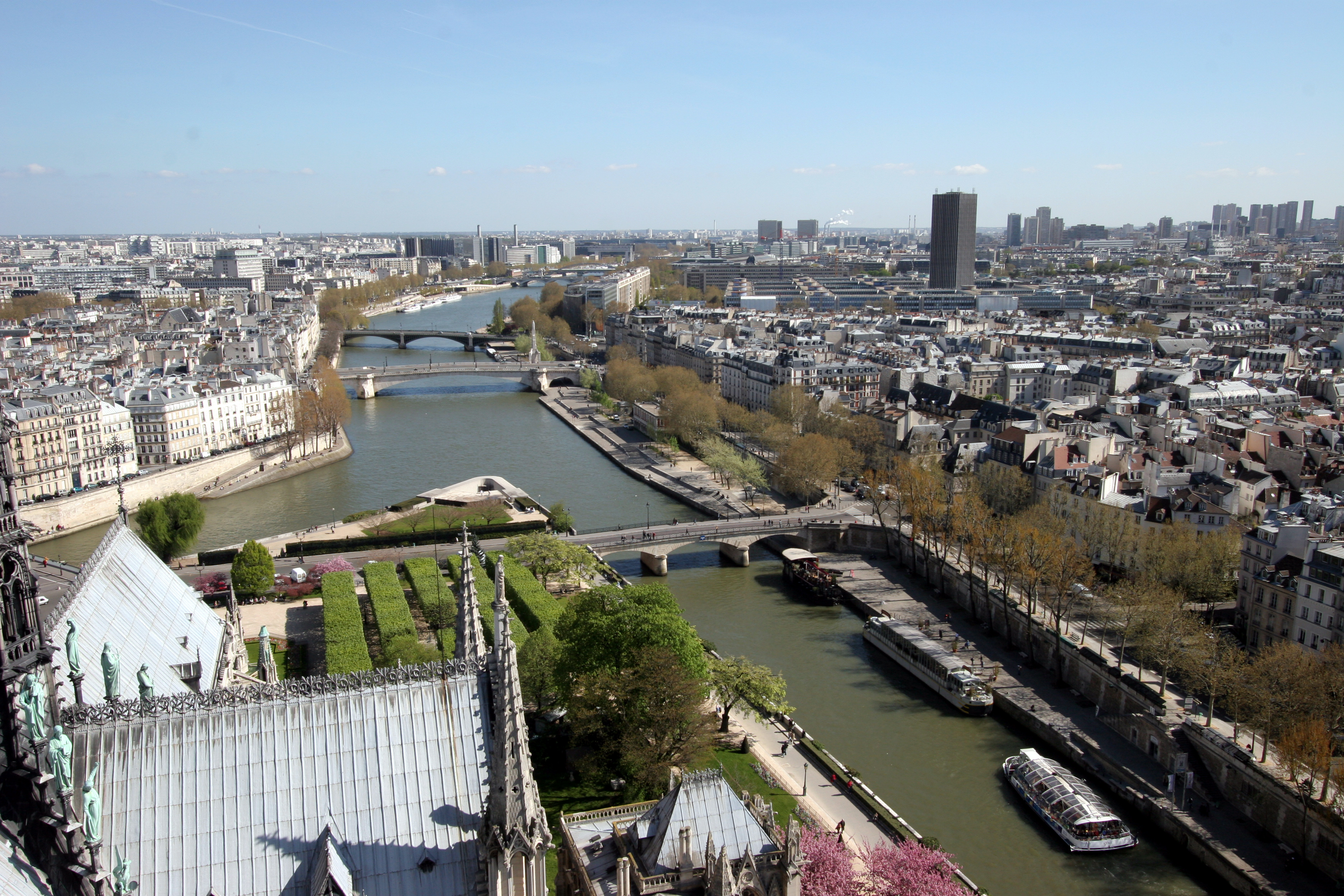
Vue depuis les hauteurs de la cathédrale en 2005.
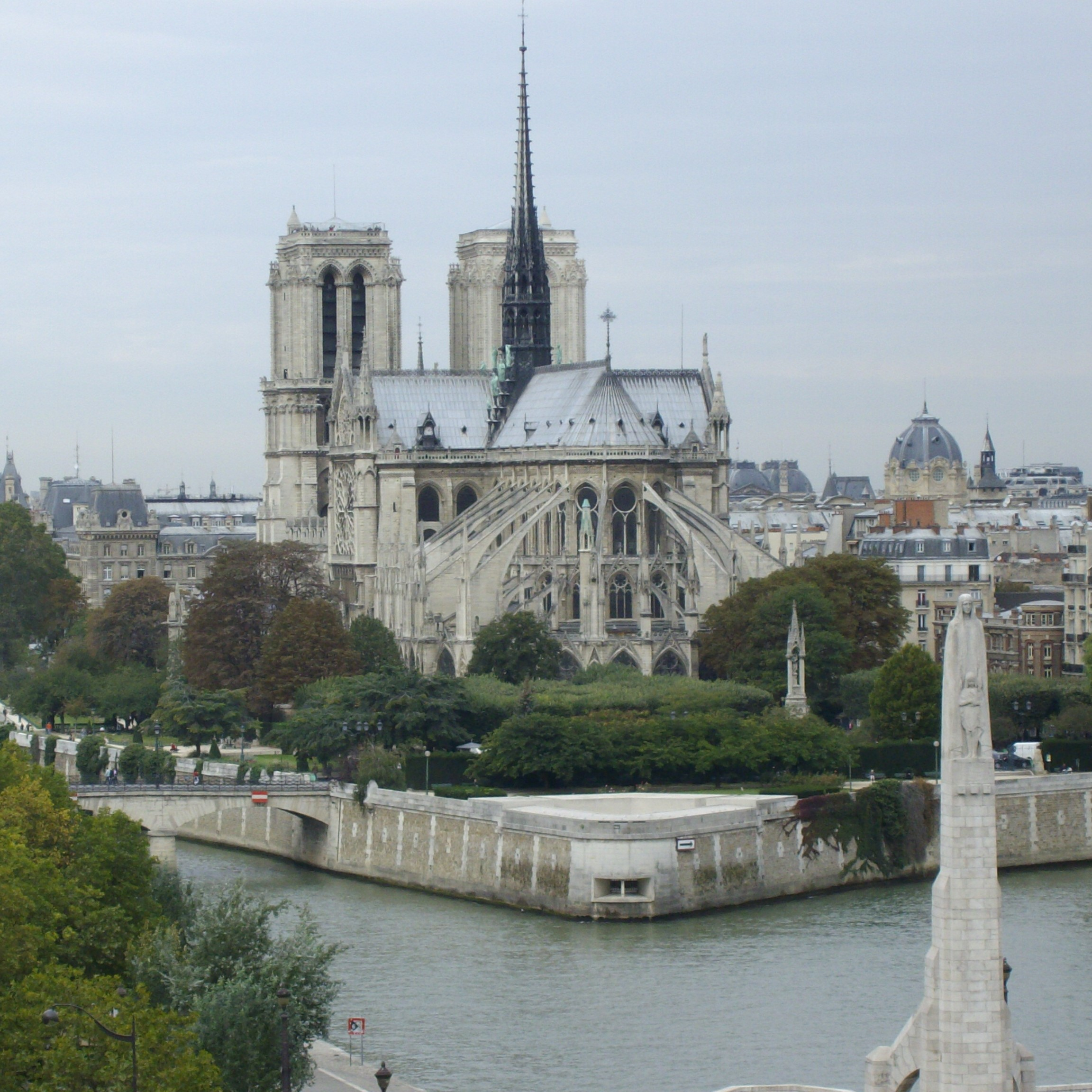
Chevet de la cathédrale Notre-Dame de Paris au-dessus du square Jean-XXIII.
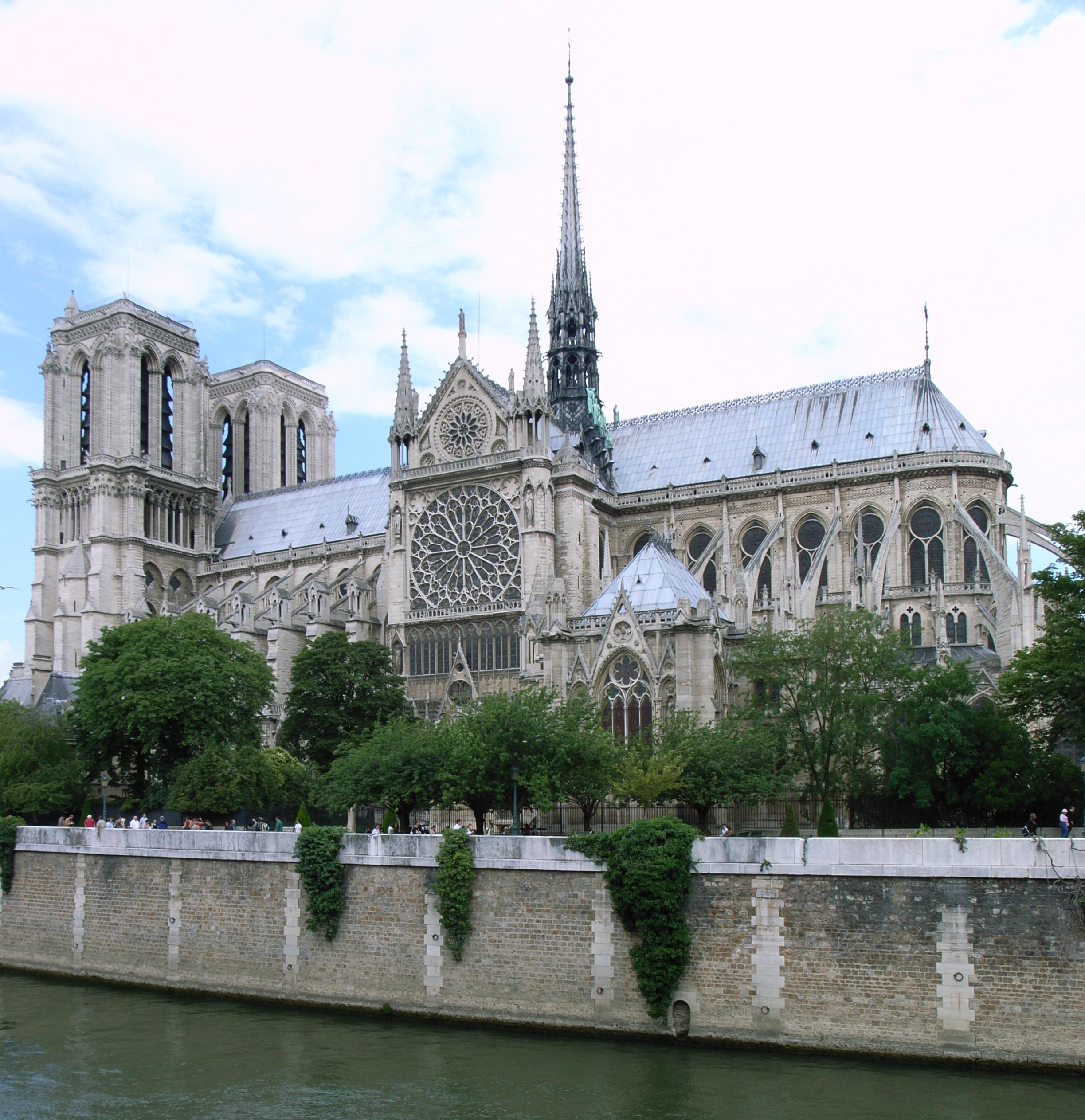
Façade sud de la cathédrale précédée par le square Jean-XXIII et la Seine en 2011.
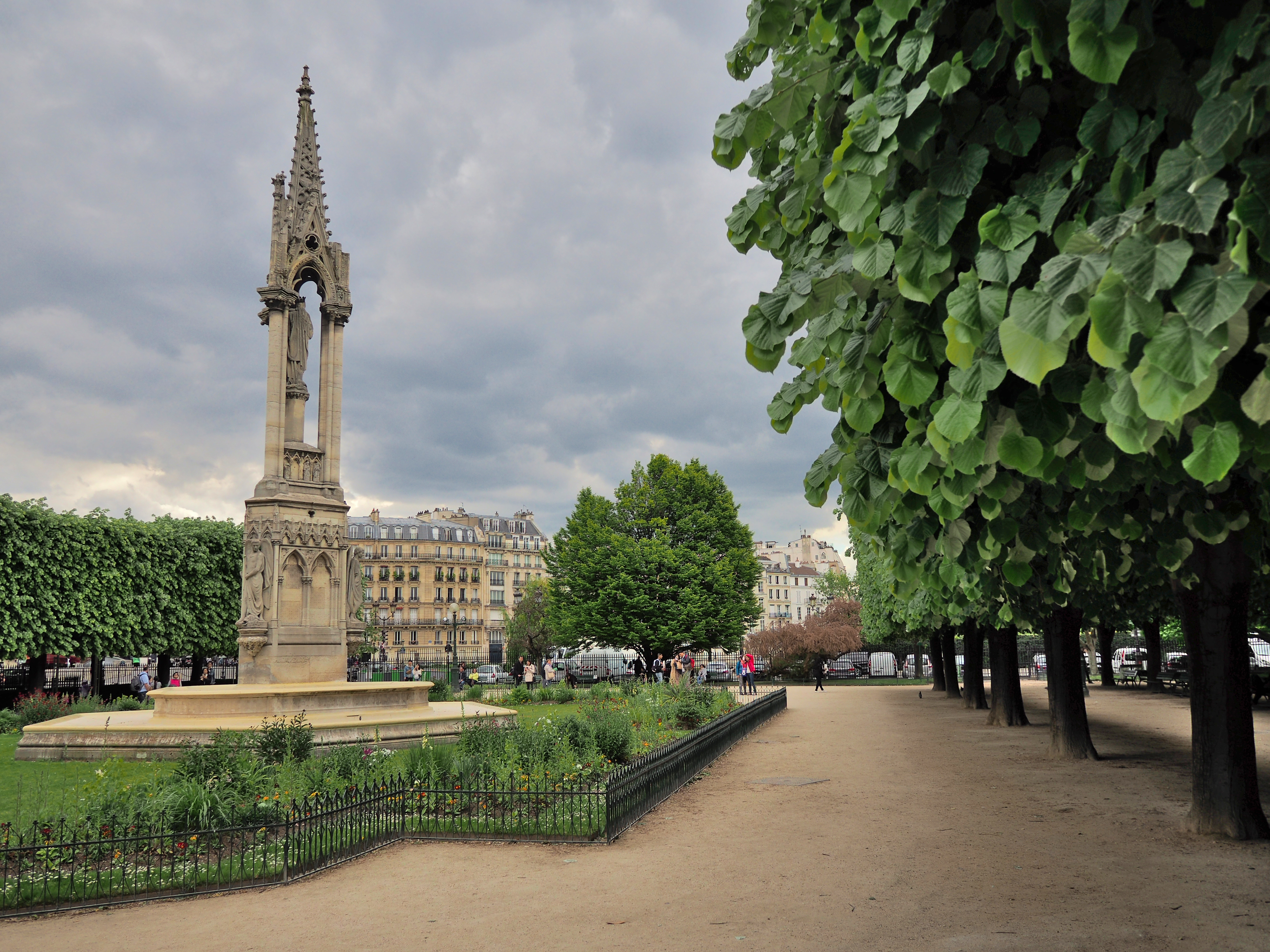
La fontaine de la Vierge en 2017.
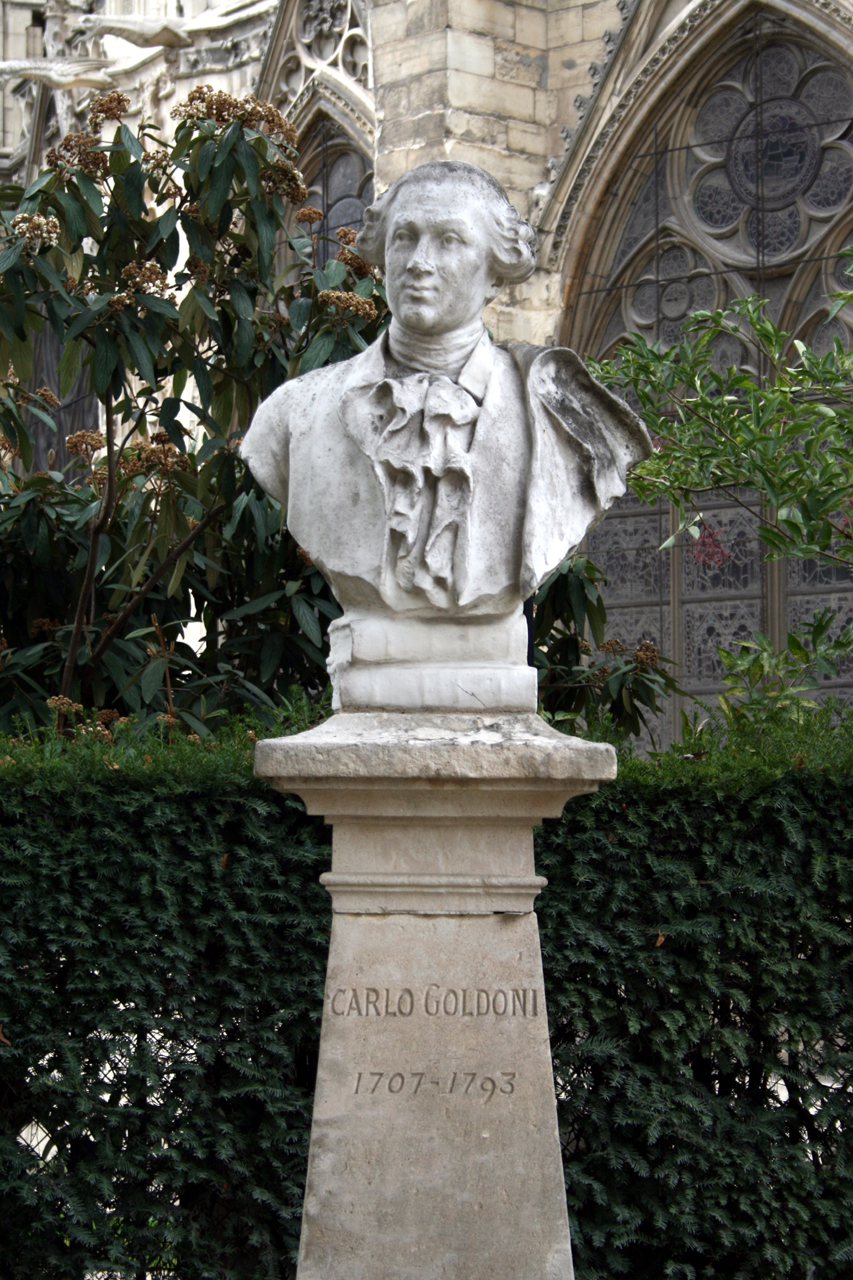
Édouard Fortini, Monument à Carlo Goldoni, 1907, détail.
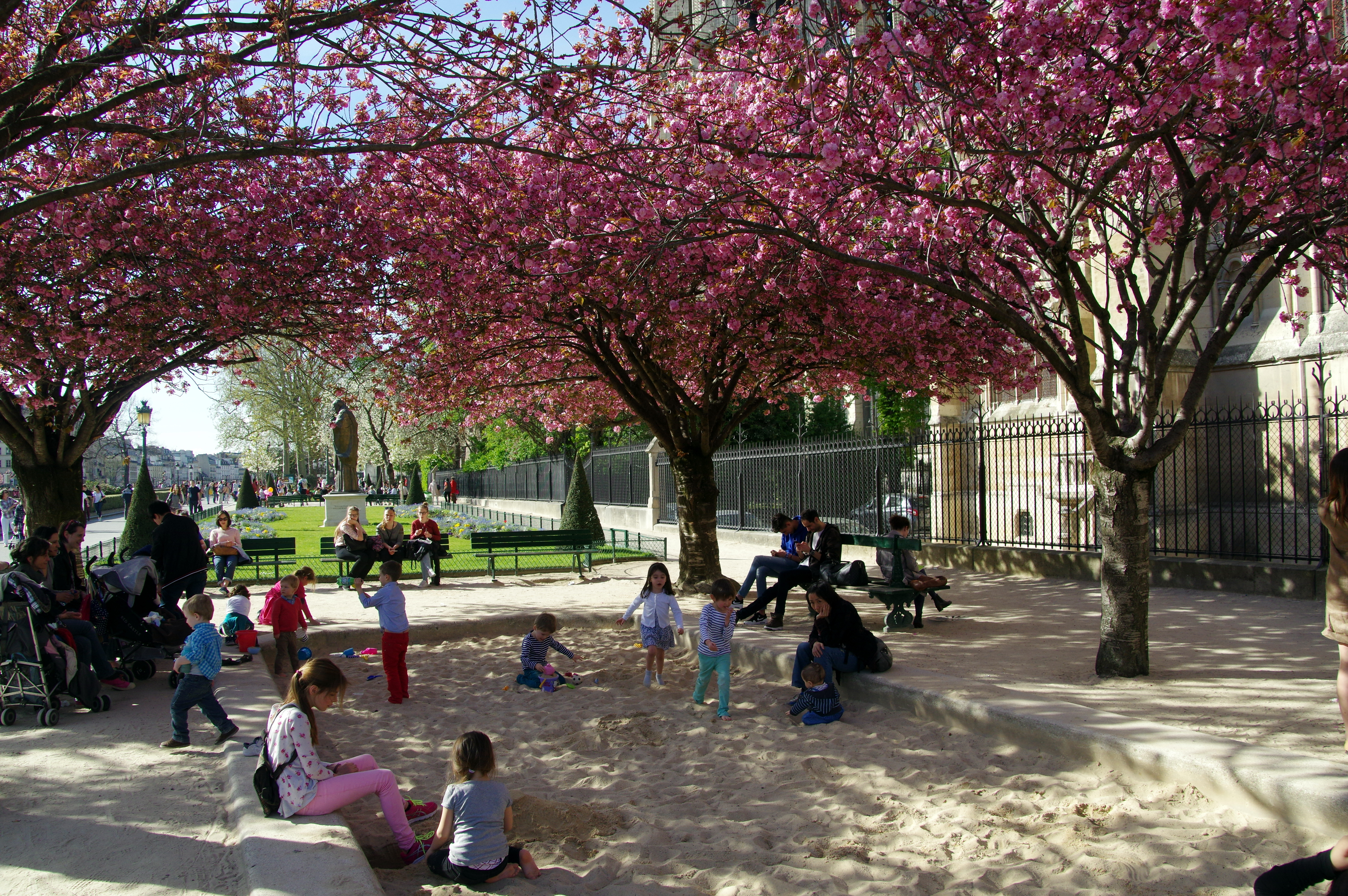
Le Monument à Jean-Paul II (2014) de Zourab Tsereteli dans les jardins.
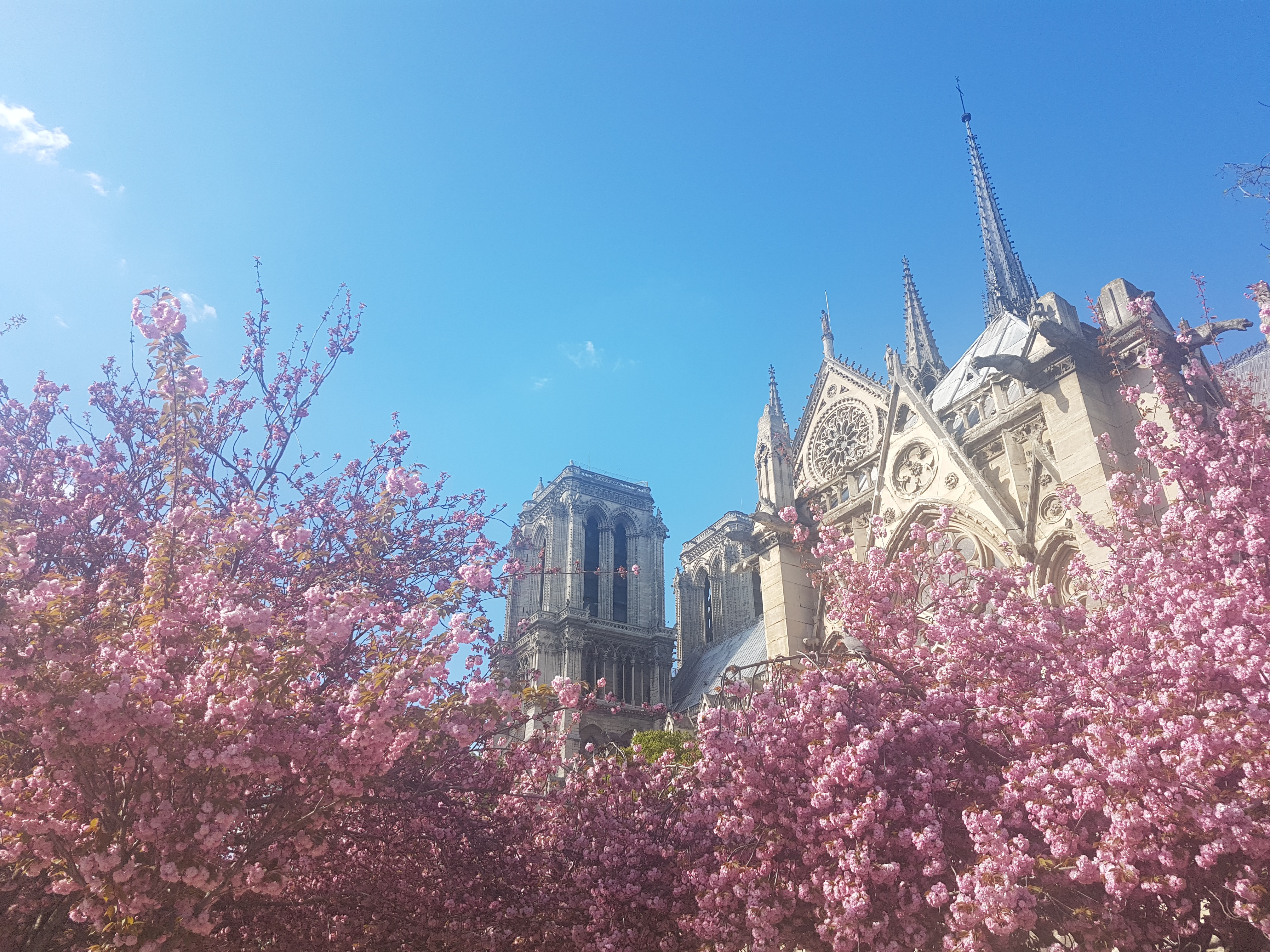
Floraison des cerisiers au square.

### Projets de réaménagement
En 1969, la conseillère municipale Janine Alexandre-Debray propose de créer un musée lapidaire sous le square, destiné à accueillir les découvertes réalisées lors des fouilles en cours sous le parvis de Notre-Dame de même que des pièces conservées dans les musées liés à l'histoire de Paris, Cluny et Carnavalet. Le projet ne se concrétise pas. À l'époque du tout-voiture, il est aussi envisagé d'aménager un parking de 200 places sous le square. Alors que les travaux étaient sur le point d'être lancés, le projet est abandonné en novembre 1970 en raison de l'action du Comité de regroupement des habitants du 4e (actuelle association Défense du site de Notre-Dame et de ses environs). Au début de la même décennie, les architectes André Hermant et Jean-Pierre Jouve, chargés de la reconfiguration du parvis, soumettent en vain l'idée d'installer un embarcadère pour les bateaux de promenade sur la Seine le long du square. Enfin, dans son rapport rendu en 2016 sur le réaménagement des abords de la cathédrale, l'architecte Dominique Perrault inclut le square Jean-XXIII dans les lieux concernés par d'éventuels travaux.
Le square est fermé depuis l'incendie de Notre-Dame en 2019. En 2023, le projet du paysagiste Bas Smets, soutenu par la municipalité, est à son tour critiqué par des riverains et des défenseurs du patrimoine, notamment en ce qui concerne le square Jean-XXIII et le square de l'Île-de-France voisin. Il prévoit de réunir les deux espaces verts en un seul jardin ouvert jour et nuit, sans les grilles datant du règne de Louis-Philippe ni les grillettes protégeant l'accès aux pelouses, et de remplacer une partie du mobilier historique (bancs, etc.) par du mobilier contemporain. La pétition « Sauvons les squares de Notre-Dame » est lancée, réunissant en date du 11 mai 44 000 signatures,.

## Films tournés au square Jean-XXIII
- 2011 : Minuit à Paris de Woody Allen[1].